# سيباستيان رودي
سيباستيان رودي (بالألمانية: Sebastian Rudy) (مواليد 28 فبراير 1990 في فيلينغن تشفينينغن - ألمانيا الغربية) لاعب كرة قدم ألماني يلعب حاليا لصالح نادي بايرن ميونخ الألمانى في مركز الوسط المحوري .

## مسيرته الكروية
لعب سيباستيان رودي خلال مسيرته الاحترافية مع 5 أندية في أربعة عشر موسمًا وسجل خلالها 24 هدفًا ضمن 319 مباراة. ولم يفز بأي موسم بالكأس وفاز في موسم واحد بالدوري.
خاض سيباستيان رودي مسيرته مع في إف بي شتوتغارت الثاني في موسم 2007–08 ولمدة موسمين، مشاركًا في 31 مباراة سجل خلالها 11 هدفًا. ثم انتقل إلى نادي شتوتغارت في موسم 2008–09 ولمدة موسمين، حيث شارك في 15 مباراة ولم يسجل أي هدف. لينتقل بعدها إلى نادي هوفنهايم في موسم 2010–11 في المرة الأولى ليلعب معه سبعة مواسم ثم في موسم 2019–20 لمدة موسم واحد، مشاركًا طوالها في 227 مباراة سجل خلالها 12 هدفًا. ثم انتقل إلى نادي بايرن ميونخ في موسم 2017–18 لمدة موسم واحد، مشاركًا في 25 مباراة سجل خلالها هدفًا واحدًا. هذا وانتقل لاحقًا إلى نادي شالكه 04 في موسم 2018–19 لمدة موسم واحد، مشاركًا في 21 مباراة ولم يسجل أي هدف.

## روابط خارجية
- سيباستيان رودي على موقع الاتحاد الدولي (مؤرشف)  (الإنجليزية)
- سيباستيان رودي على موقع الاتحاد الأوربي (الإنجليزية)
- سيباستيان رودي على موقع قاعدة بيانات كرة القدم.إي يو (الإنجليزية)
- سيباستيان رودي على موقع بيانات كرة القدم. دي إي (الألمانية)
- سيباستيان رودي على موقع ناشيونال فوتبول تيمز (الإنجليزية)
- سيباستيان رودي على موقع Soccerway.com (الإنجليزية)
- سيباستيان رودي على موقع عالم كرة القدم.نت (الإنجليزية)
- سيباستيان رودي على موقع كووورة
- سيباستيان رودي على موقع AS.com (الإسبانية)